# Werner Knab
Werner Knab (ur. 18 grudnia 1908 w Frankenthal (Pfalz), zm. 15 lutego 1945 w Weißenfels) – oficer Sicherheitspolizei i Sicherheitsdienst, zbrodniarz wojenny.

## Życiorys
W młodości studiował prawo w Monachium, Berlinie i Londynie (w 1931 uzyskał tytuł doktora). Po ukończeniu studiów w 1935 wstąpił do Bawarskiej Policji Politycznej. Od maja 1933 był członkiem NSDAP (legitymacja nr 3 269 940) a od lutego 1934 SS (legitymacja nr 191 584). Pod koniec lat 30 przeniesiono go do Wrocławia. 
Po wybuchu II wojny światowej został zatrudniony w Głównym Urzędzie Bezpieczeństwa Rzeszy, w IV departamencie (Gestapo). Wysłano go w charakterze attaché kulturalnego do Oslo, w którym po rozpoczęciu okupacji Norwegii został mianowany szefem Gestapo. Po interwencji komisarza Josefa Terbovena został skierowany na front wschodni, gdzie służył w Einsatzgruppen C, obejmując następnie stanowisko szefa Gestapo w Kijowie. W czerwcu 1943 Knab został przeniesiony do Lyonu na stanowisko komendanta Sipo-SD na region Rodan-Alpy. Jego podwładnymi byli m.in. szef sekcji Gestapo SS-Ostuf Klaus Barbie zwany "Katem z Lyonu" i miejscowy komendant Milicji Francuskiej Paul Touvier.
Werner Knab był jednym z głównych odpowiedzialnych za prześladowania Ruchu Oporu i ludności cywilnej na podległym sobie terenie. W czerwcu 1944 uczestniczył w wielkiej akcji antypartyzanckiej w rejonie Vercors, gdzie został ranny. Po wyzwoleniu Francji ponownie rozpoczął pracę w RSHA w stolicy Rzeszy, zginął na autostradzie Berlin-Monachium w czasie alianckiego nalotu. Powojenne sądy we Francji i w Niemczech uznały go winnym zbrodni przeciwko ludzkości.

## Awanse
- SS-Hauptsturmführer - 9 listopada 1938
- SS-Sturmbannführer - 20 kwietnia 1939[3]
- SS-Obersturmbannführer - 23 czerwca 1943

## Odznaczenia
- Krzyż Żelazny I klasy - 13 stycznia 1945
- Krzyż Zasługi Wojennej II klasy z mieczami[4]